# Niederösterreichischen-Cup 1921-1922
La Niederösterreichischen-Cup 1921-1922 è stata la 4ª edizione della coppa nazionale di calcio austriaca. Vide la vittoria del Wiener AF, che sconfisse in finale il Wiener Amateur.
Parteciparono 31 squadre, contro le 30 della stagione precedente.

## Risultati

### Primo turno
| Squadra 1           | Risultato   | Squadra 2               |
| ------------------- | ----------- | ----------------------- |
| Simmering           | 2 - 0       | Stockerau               |
| Wiener Amateur      | 4 - 0       | Floridsdorfer           |
| Ostmark Vienna      | 3 - 4 (dts) | Admira Vienna           |
| Hakoah Vienna       | 3 - 0       | Hertha Vienna           |
| Korneuburg          | 1 - 0       | Wiener Bewegungsspieler |
| Rapid Vienna        | 1 - 2       | Red Star Penzing        |
| Rudolfshügel        | 1 - 0       | Vorwärts XI             |
| Slovan Vienna       | 5 - 1       | Atzgersdorf             |
| First Vienna        | 6 - 1       | Donaustadt              |
| Viktoria XXI        | 3 - 2       | Blue Star               |
| Vorwärts X          | 5 - 4       | Südstern                |
| Wacker              | 3 - 0       | Wiener AC               |
| Wiener AF           | 4 - 1       | Vienna Cricketer        |
| Wiener SC           | 1 - 0 (dts) | Simmeringer SV          |
| Wiener Sportfreunde | 2 - 1 (dts) | Olympia XI              |

Badener AC ammesso direttamente agli ottavi di finale.

### Ottavi di finale
| Squadra 1           | Risultato                | Squadra 2        |
| ------------------- | ------------------------ | ---------------- |
| Admira Vienna       | 1 - 0                    | Rudolfshügel     |
| Wiener Amateur      | 3 - 2                    | Red Star Penzing |
| Hakoah Vienna       | 4 - 1                    | Korneuburg       |
| Slovan Vienna       | 5 - 0                    | Vorwärts X       |
| Wiener Sportfreunde | 11 - 0                   | Badener AC       |
| Simmering           | 0 - 2                    | First Vienna     |
| Wacker              | 2 - 3                    | Wiener SC        |
| Wiener AF           | 1 - 1 (dts) 11 - 0 (rep) | Viktoria XXI     |

### Quarti di finale
| Squadra 1      | Risultato               | Squadra 2           |
| -------------- | ----------------------- | ------------------- |
| First Vienna   | 4 - 1                   | Wiener Sportfreunde |
| Admira Vienna  | 1 - 0                   | Hakoah Vienna       |
| Wiener Amateur | 3 - 1                   | Slovan Vienna       |
| Wiener AF      | 0 - 0 (dts) 2 - 0 (rep) | Wiener SC           |

### Semifinali
| Squadra 1      | Risultato | Squadra 2     |
| -------------- | --------- | ------------- |
| Wiener AF      | 6 - 0     | Admira Vienna |
| Wiener Amateur | 5 - 1     | First Vienna  |

### Finale
La finale si giocò domenica 2 luglio 1922 all'Hohe Warte di Vienna.
| Arbitro: | Schmidt |

|                        |           |               |
| Fischera 43’ Klein 63’ | Marcatori | 21’ Konrád II |